# Éléonore Sarrazin
Éléonore Sarrazin est une actrice, danseuse, metteuse en scène[réf. nécessaire] française, née le 26 mars 1994 dans le 17e arrondissement de Paris.

## Biographie
Éléonore Sarrazin naît le 26 mars 1994 dans le 17e arrondissement de Paris. Elle est la fille d'Ariane Carletti, animatrice du Club Dorothée, et de Rémy Sarrazin, musicien, producteur et bassiste du groupe Les Musclés de 1987 à 1997. Elle est également la petite-fille de l'actrice Louise Carletti et du réalisateur Raoul André. Elle a un frère prénommé Tristan. Elle se forme en danse classique au Monde de la Danse à Paris dès l’âge de 3 ans et demi, école avec laquelle elle remporte de nombreux prix en concours nationaux et internationaux (concours de Grasse, Le Chausson d’Or, Concours International de Toulon).
Engagée à 12 ans dans la compagnie du Jeune Ballet de Paris dirigé par Isabelle Stanlowa, elle intègre un an plus tard l’Académie Internationale de Danse (AID) où elle se forme en jazz, contemporain et claquettes. Également comédienne, elle commence en 2011 une formation de trois ans au Cours Florent pour y suivre les cursus Comédie Musicale et d’Acting in English. Parallèlement, elle passe un an à assister Michel Durant, directeur du département de Comédie musicale au Cours Florent. De 2014 à 2015, Éléonore fréquente la London School of Dramatic Art à Londres.
Elle parle couramment anglais, mais aussi espagnol et italien.
À partir de 2016, elle joue dans la série Plus belle la vie, où elle interprète le rôle de Sabrina.
En septembre 2017, elle présente Une échelle derrière les barreaux, sa première mise en scène au Festi'Vernand de Lausanne.
En octobre 2021, elle joue le rôle d'une Mangemort dans le fan-film Harry Potter, The House of Gaunt, aux côtés de Maxence Danet-Fauvel et Axel Baille.

## Filmographie

### Cinéma

#### Courts métrages
- 2013 : Les Gang des postiches d'Anthony Lemaitre : Gilr
- 2014 : Le Marchand de sable
- 2015 : Gladys
- 2016 : Ange
- 2017 : Nevermore d'Idlo Brizi : Eve
- 2021 : The House of Gaunt de Joris Faucon Grimaud : Death Eater

#### Long métrage
- 2016 : Stridor d'Idlo Brizi : Eve

### Télévision
- 2000 : Route de nuit : Suzy
- 2008 : SOS 18 : Hélèna (saison 5, épisode 4)
- 2011 : Mensonges
- 2011-2012 : Le Jour où tout a basculé (émission de télévision) : plusieurs rôles (Olivia/Charlotte/Camille) (3 épisodes)
- 2012 : Sans père
- 2012 : Ma demi-sœur
- 2013 : Les Mystères de l'amour : Emma (saison 4, épisode 1)
- 2016 - 2022 : Plus belle la vie : Sabrina Gocelin
- 2016 : Le Seigneur des Cadeaux de Stéphan Le Lay
- 2018 : Camping Paradis : Soizick (2 épisodes)

### Clips
- 2017 : La Comète, de Ridrey
- 2019 : Notes pour trop tard (réécriture) x Le Malamour, de Barbara Pravi

### Publicités
- 2012 : Modèle pour Guenevere Rodriguez Jewelry[4].
- 2014: « Ta vie va changer… » pour MyTennisOpen.fr réalisée par Frederic Monpierre
- 2015 : Modèle pour Robert John Railton « Nine Daughters of Zeus »

## Théâtre
Sauf indication contraire ou complémentaire, les informations mentionnées dans cette section peuvent être confirmées par la base de données Les Archives du spectacle.
- 2014 : Scènes d'été pour jeunes gens en maillot de bain[6] de Christophe Botti, mise en scène d'Agnès Seelinger
- 2015 : South Kentish Town[7]
- 2019 : La Bonne Anna de Marc Camoletti, mise en scène de Carole Barbier
- 2021 : Bonjour ivresse ! de Franck Le Hen, mise en scène de Franck Le Hen et Christine Hadida

### Comédie musicale
- 2012-2013 : Rock of Ages[2]
- 2013 : Barbara, je vous remercie de vous[2]

### Danse
- 2007 : Le Lac des cygnes au théâtre de Neuilly[4]
- 2007 : Tous en scène, sous la direction d'Isabelle Stanlowa au théâtre de Neuilly
- 2015 : Création Pupa avec la Compagnie Hormé

## Distinction
Sauf indication contraire, les informations mentionnées dans cette section peuvent être confirmées par la base de données cinématographiques IMDb,  présente dans la section « Liens externes ».
- Soap Awards France 2017 : meilleur nouveau personnage pour Plus belle la vie